# Bamanakop, Khanapur
Bamanakop là một làng thuộc tehsil Khanapur, huyện Belgaum, bang Karnataka, Ấn Độ.